# Bodumsjön (Gideå socken, Ångermanland)
Bodumsjön är en sjö i Örnsköldsviks kommun i Ångermanland och ingår i Gideälvens huvudavrinningsområde. Sjön är 15,5 meter djup, har en yta på 2,39 kvadratkilometer och är belägen 106 meter över havet. Sjön avvattnas av vattendraget Gideälven.

## Delavrinningsområde
Bodumsjön ingår i det delavrinningsområde (704779-164626) som SMHI kallar för Utloppet av Bodumsjön. Medelhöjden är 153 meter över havet och ytan är 14,17 kvadratkilometer. Räknas de 392 avrinningsområdena uppströms in blir den ackumulerade arean 3 258,03 kvadratkilometer. Avrinningsområdets utflöde Gideälven mynnar i havet. Avrinningsområdet består mestadels av skog (60 procent). Avrinningsområdet har 2,38 kvadratkilometer vattenytor vilket ger det en sjöprocent på 16,8 procent.